# Léon Bollée G3
O Léon Bollée G3, foi um modelo de automóvel, fabricado pela Léon Bollée Automobiles entre 1910 e 1913.

## Característica
Disponível em diversas versões de carroceria, este veículo era equipado com uma buzina em forma de serpente, inspirada na arte e mitologia celta na forma do instrumento musical carnyx (usado nas guerras entre druidas e bardos).